# Takashi Nagasaki
Ne doit pas être confondu avec Takashi Nagasako.
長崎 尚志
Œuvres principales
- Monster (1994—2001)
- 20th Century Boys (2000—2006)
- Dossier A. (2002—2007)
- Inspecteur Kurokôchi (2012—2018)
- Billy Bat

Takashi Nagasaki (長崎 尚志, Nagasaki Takashi), né le 14 janvier 1956, est un écrivain, éditeur, producteur et auteur de mangas japonais. Il est principalement connu pour sa collaboration avec Naoki Urasawa, débutée auprès du magazine Big Comic de Shōgakukan en 1985.

## Biographie
Takashi Nagasaki nait le 14 janvier 1956 à Sendai, préfecture de Miyagi dans le Tōhoku au Japon. Il passe son enfance à Nagoya, Tokyo, Yokohama ou encore Kanazawa. En 1980 il rentre chez l'éditeur Shōgakukan, et travaille pour le magazine Big Comic, Weekly Shōnen Sunday et Big Comic Original. Il rencontre en 1985 Naoki Urasawa, publié dans Big Comic, avec qui il va étroitement collaborer par la suite sur ses scénarios.
En 1999, il devient l'éditeur en chef de Big Comic Spirits. Il a depuis quitté Shōgakukan pour devenir mangaka. Il publie également sous les noms de Garaku Tōshūsai (東周斎 雅楽, Tōshūsai Garaku), Keishi Edogawa (江戸川 啓視, Edogawa Keishi) et Richard Woo (リチャード・ウー, Richādo Ū)

## Récompenses
- 2014 :  Prix Max et Moritz de la meilleure bande dessinée internationale pour Billy Bat (avec Naoki Urasawa)

## Œuvres
Sous le nom de Takashi Nagasaki, dessiné par Naoki Urasawa :
- Master Keaton (Master キートン, Masutā Kīton?), Shōgakukan, 1988-1994 (Kana coll. Big Kana), 18 volumes
- Monster, Shōgakukan, 1995-2001 (Kana coll. Big Kana, 2001-2005), 18 volumes
  - Mō hitotsu no Monster (もうひとつのMONSTER?, lit. « Un autre monstre »), Shōgakukan, 2002, journal du personnage Werner Weber en épilogue de Monster
  - Namae no nai kaibutsu (なまえのないかいぶつ?, « Un monstre sans nom »), Shōgakukan, 2008, livre d'images du personnage Emil Sebe, également paru en supplément du volume 18 de Monster, contenant quatre histoires imaginaires d'origine tchèque :
    - Emil Sebe, Obluda, která nemá své jméno (« Un monstre sans nom »)
    - Jakub Farobek, Velkooký, velkoústý (めのおおきなひと くちのおおきなひと, Me no ōki-na hito, kuchi no ōki-na hito?, « Le Garçon aux grands yeux et le garçon à la grande bouche »)
    - Klaus Poppe, Bůh míru (へいわのかみさま, Heiwa no kamisama?, « Le Dieu de la paix »)
    - Auteur inconnu, Obluda se probouzí (めざめるかいぶつ, Mezameru kaibutsu?, lit. « Le Monstre se réveille »)
- 20th Century Boys et 21st Century Boys (20/21世紀少年, 20/21 seiki shōnen?), Shōgakukan, 2000-2007 (Panini Comics coll. Génération Comics, 2002-2008), 22 et 2 volumes
- Pluto, Shōgakukan, 2003-2009 (Kana coll. Big Kana, 2010), 8 volumes
  - Tsuki ni mukatte nageru ! (月に向かって投げろ!?, lit. « Lançons-nous vers la lune ! »), en supplément du tome 6 de Pluto édition Deluxe Initialement parue dans un numéro spécial d'Aera en octobre 2006 en l'honneur du dixième anniversaire du Prix culturel Osamu Tezuka.
- Billy Bat, Kōdansha, 2008-2018 (Pika coll. seinen, 2012)

Sous le nom de Takashi Nagasaki, dessiné par Ignito/Lee Sang-Cheol :
- King of Eden (에덴의 왕), Haksan, 2014-2018 (Ki-oon, 2018-2019), 6 volumes

Sous le nom de Garaku Tōshūsai :
- Dossier A. (イリヤッド-入矢堂見聞録-, Iriyaddo - Iriyadō kenbunroku?, lit. « Iliade - le dossier Iriyadō »), Shōgakukan, 2002-2007, 15 volumes, dessiné par Osamu Uoto (魚戸おさむ, Uoto Osamu?)

Sous le nom de plume Richard Woo :
- Inspecteur Kurokôchi (クロコーチ?), Nihon Bungeisha, 2012-2018, dessiné par Kōji Kōno (コウノコウジ?)